# Ribadeo (kommun)
Ribadeo är en kommun i Spanien. Den ligger i provinsen Lugo i den autonoma regionen Galicien i den nordvästra delen av landet, 400 km nordväst om huvudstaden Madrid. Antalet invånare är 9 978 (2024). Arean är 109,13 kvadratkilometer.